# Nils Eriksson (Gyllenstierna)
Nils Eriksson (Gyllenstierna), död 1495 i Viborg, Sverige, riksråd, var son till Erik Eriksson (Gyllenstierna) den äldre och skrev sig till Fågelvik som han ärvt efter sin morfar Karl Knutsson (Bonde). Han fick i sitt gifte 1487 med Sigrid Eskilsdotter (Banér) bland andra Kristina Nilsdotter (Gyllenstierna) som senare gifte sig med Sten Sture den yngre. Sigrid Eskilsdotter hade varit gift tidigare med Magnus Karlsson (Eka), med vilken hon hade en dotter, Cecilia Månsdotter Eka, mor till Gustav Vasa, Sveriges kung.

## Biografi
Nils Eriksson var riksråd 1481 och är troligen den "Herr Niels", som tillsammans med brodern Erik Eriksson underskrev ett förlikningsbrev mellan Sten Sture och Ivar Axelsson (Tott) 1482 och deltog samma år på unionsmötet i Kalmar. Omkring 1483 var han närvarande på Gotland i samband med förlikningen mellan Ivar Axelsson och Sten Sture, där den förre överlämnade sina slott i Finland till den senare. 1487 sändes han tillsammans med fyra andra adelsmän av Sten Sture som gisslan till Ivar Axelsson vid underhandlingarna på Öland. 1485–1486 ledde Nils Eriksson det svenska krigsfolket som överfördes till Riga och framtvingade en förlikning i tvisten mellan staden och Tyska orden. Han var från 1485 hövitsman på Kastelholms slott och därefter från mars 1491 i sex månader hövitsman på Åland och från september till sin död våren 1495 på Viborgs slott.

### Familj
Nils Eriksson gift sig i oktober 1487 med Sigrid Eskilsdotter (Banér), dotter till riddaren och riksrådet Eskil Isaksson (Banér) och Cecilia Haraldsdotter (Gren). Sigrid Eskildotter var änka efter riddaren och riksrådet Magnus Karlsson (Eka). Nils Eriksson och Sigrid Eskildotter fick tillsammans barnen riddaren och hövitsmannen Erik Nilsson (död 1520) på Kastelholm, riddaren Eskil Nilsson (död 1520), Christina Gyllenstierna (1494–1559), Carl Gyllenstierna och Nils Gyllenstierna.